# Festival di Berlino 1959

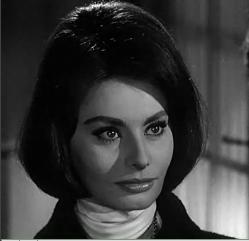
Sophia Loren è la star più acclamata dal pubblico della Berlinale del 1959.

La 9ª edizione del Festival internazionale del cinema di Berlino si è svolta a Berlino dal 26 giugno al 7 luglio 1959, con lo Zoo Palast come sede principale. Direttore del festival è stato per il nono anno Alfred Bauer.
L'Orso d'oro è stato assegnato al film francese I cugini di Claude Chabrol.
Il film di apertura del festival è stato E ciò al lunedì mattina di Luigi Comencini.
In questa edizione sono stati assegnati per la prima volta gli Jugendfilmpreis, premi destinati ai migliori film, documentari e cortometraggi per i giovani. Questi riconoscimenti continueranno ad essere assegnati fino a fine anni sessanta e solo nel 1978 sarà inclusa nel programma del festival una vera e propria sezione dedicata al cinema per ragazzi (Kinderfilmfest).
La retrospettiva di questa edizione è stata dedicata ai capolavori internazionali dei primi anni del cinema sonoro.

## Storia
Giunta alla sua 9ª edizione la Berlinale registrò un numero record di visitatori, tra giornalisti, delegati, produttori, politici e celebrità, e un programma più internazionale che mai. Il successo in realtà non era affatto prevedibile, anche perché dopo l'ultimatum di Chruščёv del 1958 la città era ancora immersa nella "seconda crisi di Berlino".
L'accresciuto interesse internazionale fu comunque visto come un segnale che il festival si era ormai svincolato dal destino politico di Berlino come "città in prima linea". I film provenienti dall'Europa dell'Est continuarono ad essere assenti ma i contatti informali con la DEFA si stabilizzarono e le visite negli studi di Babelsberg a Berlino Est diventarono normali per gli operatori del settore cinematografico durante il festival. Inoltre l'Unione Sovietica venne invitata, ma si rifiutò di partecipare perché considerò le autorità della Germania Ovest "non competenti" nella scelta del settore ovest di Berlino come sede del festival.
Oltre a celebrità tedesche come Hardy Krüger, Helmut Käutner, Hildegard Knef e Karin Baal, tra le moltissime star internazionali furono presenti Elia Kazan, Rita Hayworth, David Niven, Esther Williams, Van Heflin, Jean Renoir, Michiko Tanaka e Sophia Loren. A proposito del suo arrivo a Berlino col marito Carlo Ponti, La Stampa riportò di «tumulti di ammiratori e zuffe selvagge fra poliziotti e fotografi».
Davanti a un pubblico giunto da oltre 30 nazioni vennero proiettati 28 film, tra i quali furono particolarmente apprezzati Il villaggio sul fiume di Fons Rademakers, La caída di Leopoldo Torre Nilsson e La fortezza nascosta di Akira Kurosawa, che si aggiudicò l'Orso d'argento per il miglior regista e il Premio FIPRESCI.
Il film tedesco presentato quest'anno, Il resto è silenzio, contrariamente alle aspettative non ottenne nessun riconoscimento. Definito da Walther Schmieding sul Ruhr Nachrichten «l'avventura più grande e ambiziosa» tra le pellicole presentate al festival e favorito della critica per uno dei premi principali, il film di Helmut Käutner uscì a mani vuote nonostante le ottime recensioni.
Anche se quest'anno il programma del festival ottenne l'approvazione generale, alla conclusione si svolse un dibattito sul possibile miglioramento del processo di selezione. Dal momento che questa veniva fatta nei vari Paesi e le possibilità di rifiutare un film già nominato erano limitate, Il direttore Alfred Bauer espresse il desiderio di lavorare più a stretto contatto con i corrispondenti esteri, per vedere i film in anticipo e incidere maggiormente sulla scelta delle pellicole. Per il momento questo tentativo fallì, soprattutto a causa di problemi di budget dato che Bauer aveva sempre giustificato a fatica la dimensione del bilancio al Senato di Berlino e il suo tentativo di ottenere un aumento sostanziale di fondi non ebbe successo.

### LaNouvelle vaguearriva a Berlino
La rivista Film in Berlin aveva da poco pubblicato un breve saggio sulla Nouvelle vague e le sue origini scritto dal giornalista Alexandre Alexandre, uno dei primi articoli tedeschi a porre l'attenzione su registi quali François Truffaut, Jean-Luc Godard, Claude Chabrol e Louis Malle. Proprio Truffaut aveva di recente catturato l'attenzione con I quattrocento colpi e Alfred Bauer ne era rimasto impressionato, tanto che affidò a Alexandre la preselezione dei film francesi per il festival. In una lettera del 13 aprile 1959 considerò con attenzione quelli proposti, che includevano Orfeo negro di Marcel Camus, Hiroshima mon amour di Alain Resnais, Furore di vivere di Michel Boisrond e Perché sei arrivato così tardi? di Henri Decoin. Lo stesso Bauer fece entrare in gioco altri due film: Il giorno della violenza di Géza von Radványi e Le voyage en ballon di Albert Lamorisse.
Nessuno di questi film venne invitato a Berlino, mentre venne scelto I cugini di Chabrol, a cui la giuria presieduta da Robert Aldrich assegnò l'Orso d'oro.
Dopo il premio per la miglior regia assegnato pochi mesi prima a Truffaut proprio per I quattrocento colpi al Festival di Cannes, la vittoria di Chabrol fu l'ennesimo segno della consacrazione della Nouvelle Vague, i cui esponenti sarebbero stati ospiti regolari della Berlinale con i loro film negli anni successivi.

### Il casoParadies und Feuerofen
Un motivo di controversia fu il documentario tedesco Paradies und Feuerofen, un reportage sullo stato di Israele realizzato da Herbert Viktor. In una lettera inviata l'8 aprile 1959 al Senato di Berlino, la casa di produzione Internationale Fernseh-Agentur affermò che si sarebbe dovuto fare di tutto per consentire una proiezione del film, sottolineando come il documentario fosse stato realizzato allo scopo di «contribuire alla comprensione e all'amicizia tra le nazioni e soprattutto di risvegliare nei tedeschi, dopo le esperienze tormentante del passato, una nuova intesa con il popolo ebreo senza offendere i sentimenti di altri gruppi».
Il capo della sezione cinematografica di Berlino, Herbert Antoine, criticò il rating di "altamente raccomandabile" conferito al film dalla FBW, autorità federale per la valutazione e la classificazione dei film che lo aveva trovato eccezionale nella sua "forma drammaturgicamente ben pensata". Sia Antoine che il Senato di Berlino sottolinearono che il film era troppo soggettivo, trovando alcune sequenze «arbitrarie e non sempre dettate dal miglior gusto», e si opposero alla sua partecipazione temendo le proteste dagli israeliani. La commissione di selezione si trovò quindi in difficoltà ma alla fine i sostenitori del film furono in grado di affermarsi: non solo Paradies und Feuerofen venne accettato nella sezione "Documentari e cortometraggi", ma si aggiudicò anche il premio OCIC conferito dall'Organizzazione Cattolica Internazionale del Cinema.
Le proteste internazionali non si fecero attendere a lungo: sul quotidiano arabo Al-Alam ci furono molte polemiche con riferimenti anche al problema della Palestina, ma soprattutto fu annunciato che Paradies und Feuerofen non sarebbe uscito in Israele dopo che era stato visionato da un gruppo di autorità tra cui il Presidente Itzhak Ben-Zvi, il Primo ministro David Ben Gurion e il ministro degli esteri Golda Meir. L'11 agosto 1959 il quotidiano Der Tag riassunse: «Con questa decisione, la tanto temuta risposta è stata data a una domanda riguardante tutti i tedeschi: quale beneficio potrebbe provenire da un film su Israele quando è stato fatto dai tedeschi?».

## Giurie

### Giuria internazionale
- Robert Aldrich, regista (Stati Uniti) - Presidente di giuria[15]
- Johan Jacobsen, regista, sceneggiatore e produttore (Danimarca)
- Charles Ford, scrittore e cineasta (Francia)
- John Bryan, scenografo (Regno Unito)
- Ignazio Silone, scrittore e drammaturgo (Italia)
- Shigeo Miyata, pittore (Giappone)
- Wali Eddine Sameh, regista (Emirati Arabi Uniti)
- O.E. Hasse, attore (Germania Ovest)
- Gerhard Prager, scrittore e produttore (Germania Ovest)
- Fritz Podehl, produttore (Germania Ovest)
- Walther Schmieding, giornalista (Germania Ovest)

### Giuria "Documentari e cortometraggi"
- Curt Oertel, regista e direttore della fotografia (Germania Ovest) - Presidente di giuria[15]
- M.D. Bath (India)
- Hans Cürlis, regista (Germania Ovest)
- Paul Davay, critico cinematografico (Belgio)
- Odd Holaas, giornalista e scrittore (Norvegia)
- Katina Paxinou, attrice (Grecia)
- Alfonso Sánchez Martínez, giornalista e critico cinematografico (Spagna)

## Selezione ufficiale
- Archimede le clochard (Archimède, le clochard), regia di Gilles Grangier (Francia, Italia)
- Astero, regia di Dinos Dimopoulos (Grecia)
- La ballata dei sette peccati (Panoptikum 59), regia di Walter Kolm-Veltée (Austria)
- La caída, regia di Leopoldo Torre Nilsson (Argentina)
- I cugini (Les Cousins), regia di Claude Chabrol (Francia)
- E ciò al lunedì mattina (Und das am Montagmorgen), regia di Luigi Comencini (Germania Ovest)
- Gli evasi di Fort Denison (The Siege of Pinchgut), regia di Harry Watt (Regno Unito)
- La fortezza nascosta (Kakushi-toride no san-akunin), regia di Akira Kurosawa (Giappone)
- Hadaka no taiyo, regia di Miyoji Ieki (Giappone)
- Hasan wa Naimah, regia di Henry Barakat (Egitto)
- Herren og hans tjenere, regia di Arne Skouen (Norvegia)
- Home Is the Hero, regia di Fielder Cook (Irlanda)
- Jonggak, regia di Yang Ju-nam (Corea del Sud)
- Körkarlen, regia di Arne Mattsson (Svezia)
- Lupi nell'abisso, regia di Silvio Amadio (Italia, Francia)
- Meus Amores no Rio, regia di Carlos Hugo Christensen (Brasile, Argentina)
- Oltre ogni limite (Flor de mayo), regia di Roberto Gavaldón (Messico)
- Poeten og Lillemor, regia di Erik Balling (Danimarca)
- Quel tipo di donna (That Kind of Woman), regia di Sidney Lumet (Stati Uniti)
- Questione di vita o di morte (Tiger Bay), regia di J. Lee Thompson (Regno Unito)
- Il resto è silenzio (Der Rest ist Schweigen), regia di Helmut Käutner (Germania Ovest)
- Sagar Sangamey, regia di Debaki Bose (India)
- Sven Tuuva, regia di Edvin Laine (Finlandia)
- Telesme schekasté, regia di Syamak Yasami (Iran)
- Tutte le ragazze lo sanno (Ask Any Girl), regia di Charles Walters (Stati Uniti)
- Un uomo facile, regia di Paolo Heusch (Italia)
- Il villaggio sul fiume (Dorp aan de rivier), regia di Fons Rademakers (Paesi Bassi)
- Zoras il ribelle (Diez fusiles esperan), regia di José Luis Sáenz de Heredia (Spagna, Italia)

### Documentari e cortometraggi
- Les Anneaux d'or, regia di René Vautier (Tunisia)
- Artico selvaggio (White Wilderness), regia di James Algar (Stati Uniti)
- I ditteri, regia di Alberto Ancilotto (Italia)
- Les étoiles de midi, regia di Jacques Ertaud e Marcel Ichac (Francia)
- Gloria della Marciana, regia di Emilio Marsili (Italia)[16]
- Hest på sommerferie, regia di Astrid Henning-Jensen (Regno Unito, Danimarca)
- Das Knalleidoskop, regia di Herbert Hunger (Germania Ovest)
- Paradies und Feuerofen, regia di Herbert Viktor (Germania Ovest)
- Power Among Men, regia di Alexander Hammid, Gian Luigi Polidoro e V.R. Sarma (Regno Unito)
- Prijs de zee, regia di Herman van der Horst (Paesi Bassi)
- Radha and Krishna, regia di J.S. Bhownagary (India)
- Tierra mágica, regia di Massimo Dallamano e Vittorio Valentini (Venezuela)

## Premi

### Premi della giuria internazionale
- Orso d'oro: I cugini di Claude Chabrol
- Premio speciale della giuria: Hayley Mills per la sua interpretazione in Questione di vita o di morte di J. Lee Thompson
- Orso d'argento per il miglior regista: Akira Kurosawa, per La fortezza nascosta
- Orso d'argento per la migliore attrice: Shirley MacLaine, per Tutte le ragazze lo sanno di Charles Walters
- Orso d'argento per il miglior attore: Jean Gabin, per Archimede le clochard di Gilles Grangier

### Premi della giuria "Documentari e cortometraggi"
- Orso d'oro per il miglior documentario: Artico selvaggio di James Algar
- Orso d'oro per il miglior cortometraggio: Prijs de zee di Herman van der Horsti
- Orso d'argento (cortometraggi): ex aequo
Das Knalleidoskop di Herbert Hunger
Radha and Krishna di J.S. Bhownagary
- Orso d'argento, premio straordinario della giuria (cortometraggi): Hest på sommerferie di Astrid Henning-Jensen
- Riconoscimento d'onore (cortometraggi): I ditteri di Alberto Ancilotto

### Premi delle giurie indipendenti
- Premio FIPRESCI: La fortezza nascosta di Akira Kurosawa
- Premio OCIC: Paradies und Feuerofen di Herbert Viktor
- Jugendfilmpreis:
Miglior lungometraggio: Hadaka no taiyo di Miyoji Ieki
Miglior documentario: Paradies und Feuerofen di Herbert Viktor
Miglior cortometraggio: Les Anneaux d'or di René Vautier